# ブリスベンシティー植物園
ブリスベンシティー植物園（Brisbane City Botanic Gardens）は、オーストラリアクイーンズランド州ブリスベンにある植物園である。1855年に創設され、面積は約20ha。
ブリスベンの中央業務地区を含む半島の南東に位置し、敷地は三角形に近い形で、ブリスベン川、議事堂、クイーンズランド工科大学のガーデンズポイントキャンパスを3方向に面している。ブリスベンシティー植物園には、ソテツ、ヤシ（シュロ）、イチジク、竹類のコレクションがある。ブリスベン川に近いため、植物園は1870年−1974年までに8回洪水にあった。洪水の際に多くの植物が流されたためブリスベン市は、1970年にマウント・クーサの麓に新しい植物園を作り、1976年に開園した。
植物園へのアクセスはシティーフェリー、又はシティーキャットのクイーンズランド工科大学ガーデンズポイントとリバーサイドの二つの停泊所が最寄りとなる。シティーの中心部からも十分歩いて行ける距離であるほか、市内を回る無料のバスであるフリーループも近くに停留し、特に市内を時計回りするフリーループは植物園の入り口に停留する。植物園東側の川に面する場所にはマングローブの遊歩道がある。
植物園としてだけではなく、他にも機能がある。近くの商業エリアのオフィスワーカーが昼時に読書や芝生の上に寝転がってランチタイムを過ごす休息の場となっており、また結婚式の場としても人気があり、ほとんど毎週末に結婚式が見られる。庭園の南部にリバーステージがあり、ここではコンサートが頻繁に行われるほか、毎年クリスマスには市長のクリスマスキャロルが行われる。またガイドウオーク、セルフガイドウオーク、ピクニックエリア、レストランなどがある。
植物園は常時開園しており、夜間には歩道に明かりがつく。